# كورنل مولنار
كورنل مولنار (بالمجرية: Molnár Kornél)‏ (مواليد 1933) هو ملاكم مجري، مثّل بلاده في الألعاب الأولمبية الصيفية 1952.

## روابط خارجية
كورنل مولنار على موقع أوليمبيديا (الإنجليزية)
- كورنل مولنار على موقع اللجنة الأولمبية المجرية (الهنغارية)